# Gastronomía de Niue
Niue es una isla del Pacífico Sur, mayoritariamente habitada por polinesios. Las plantaciones están en su mayoría llenas de mandioca, taro y fruta del pan, pero se pueden encontrar plátanos. La amplia gama de plantas exóticas en Niue incluye taro, papaya, coco, plátano, ñame, mandioca y frutos del pan: todos se utilizan intensamente en la cocina local.
El ingrediente más significativo cuando se habla de las recetas de Niue son el pescado y las verduras. El ingrediente básico es el pescado. El pescado se consume asado, a la plancha, crudo y en sopas o guisos. Existe un amplio espectro de especies de peces comestibles y agradables: atún (ahi), dorado (mahi mahi), pez loro (pakati), barracuda (ono), cangrejos de coco y cangrejos de río. En las zonas menos pobladas, la gente prefiere comer vegetales, como raíces de taro o mandioca.

## Platos
- Nane Pia: una papilla translúcida hecha de arrurruz y coco, y tiene una textura espesa y viscosa. El sabor se puede describir como algo suave con un toque de coco.[6]
- 'Ota' ika: Un plato de pescado crudo marinado en jugo de cítricos y servido en leche de coco.
- 'otai: bebida hecha con la carne y la leche de un coco. A diferencia de la conocida versión tongana. La versión de Niue reemplaza la fruta con la raíz cocida de la planta de Ti .[7]
- Pitako Pia: un pan tradicional elaborado con arrurruz y leche de coco.
- Takihi: un pudín hecho de trozos en capas con taro y crema de papaya y coco.
- Vaihalo: una papilla hecha de arrurruz y coco.

## Cocina popular en Niue
Un evento importante son los días de espectáculos anuales de las aldeas, donde la gente de las 14 aldeas se reúne para mostrar su cocina local y cultura culinaria, para un gran intercambio de cocinas regionales. A pesar de ser un territorio pequeño, algo aislado por su ubicación y poco poblado, tiene una gran variedad de cocina regional de distintas partes de la isla, además de la cocina extrnjera. Un gran umu (horno de tierra) está preparado para los turistas, que pueden probar las delicias de todas las cocinas de Niue.
En la ciudad central, Alofi, los mercados locales se llevan a cabo dos veces por semana. Allí se pueden encontrar todas las frutas, verduras, pescados y mariscos de la zona. Entre los productos más populares del mercado se encuentran la uga, el taro, el ñame, la mandioca y el fruto del pan. Aunque estas plantas tropicales se pueden encontrar en toda la región, existen algunas diferencias entre la ciudad central de Alofi y las aldeas de Niue.
En Alofi se puede encontrar comida polinesia, asiática y europea en los restaurantes, además de los tradicionales niueanos. En las aldeas, la gente suele consumir solo las plantas y el pescado locales; la comida es mayoritariamente casera, utilizando los hornos de tierra.

## Métodos de preparación para la cocina niueana
El atractivo visual del plato es importante, y diferencia el equilibrio entre colores y proporciones. Cada plato tradicional tiene un método de cocción especial, que es más o menos general en todas las regiones de Niue. La carne es uno de los elementos principales de la mayoría de los platos de Niue, y a menudo se incluyen jamones curados y ahumados. La cocina de Niue utiliza elementos de las tradiciones culinarias tomadas de sus vecinos y desarrolladas a partir de sus propios platos tradicionales.